# Tambacounda
Pour les articles homonymes, voir Tambacounda (homonymie).
Tambacounda (arabe : تامباكوندا ; Tambaakundaa) se distingue comme la principale agglomération de l’est du Sénégal, située à environ 400 kilomètres au sud-est de Dakar. Elle occupe le statut de capitale régionale de la province éponyme. En 2007, sa population était estimée à 78 800 habitants.

## Géographie
Tambacounda se situe au sein des plaines sahéliennes peu peuplées de l’est du Sénégal. Cette localité est entourée de plusieurs villes voisines telles que Madina Maboule, Koukari, Yoro Sankoule, Sambadian, Djidje Kounda, Afia Seno, Saare Boylii et Kanderi Niana.

## Climat
Tambacounda possède un climat de type semi-aride chaud (BSh). Comme la majeure partie de l’Afrique de l'Ouest, la région connaît deux saisons distinctes. La saison des pluies s'étend de juin à octobre, marquée par des conditions chaudes, humides et sujettes aux tempêtes. En revanche, la saison sèche s'étend de novembre à mai, caractérisée par des périodes étouffantes et dépourvues de précipitations. Les précipitations moyennes annuelles atteignent environ 742 mm.

## Histoire
Tambacounda a été établie par des colons mandingues de la famille Jatta (Diatta) au XVIIIe siècle, après avoir été chassés de la vallée de la rivière Falémé par l'expansion du Boundou. À leur arrivée dans la région future de Tambacounda, ils ont découvert une seule hutte occupée par un esclave nommé Tamba. Celui-ci les a accueillis, et la communauté a été nommée en son honneur. La ville de Tambacounda, qui est devenue un centre essentiel du commerce de l'arachide avec les Anglais, a été attaquée par le Boundou en 1863.
En 1888, le royaume de Wuli est passé sous le statut de protectorat français. En 1913, l'extension du chemin de fer Dakar-Bamako a atteint Tambacounda. Cette même année, Tambacounda devint la capitale administrative d'un nouveau cercle portant son nom. L'avènement du chemin de fer dans les années 1920 a favorisé le développement d'une agriculture plus intensive axée sur les céréales, les arachides et le coton. Sous l'administration coloniale française, la ville est devenue un centre important de transport, caractérisé par plusieurs bâtiments de style colonial, dont la gare, qui témoignent encore aujourd'hui de cette époque.
En 2003, la gare ferroviaire, l'hôtel de la Gare et le bâtiment de la préfecture ont été inscrits sur la liste des Monuments historiques.  En juillet 2014, Mame Balla Lô, succédant à Oury Bâ (2009-2014), devient officiellement le sixième maire de la commune de Tambacounda.
Le train opéra jusqu'à l'année 2018, après quoi il cessa ses activités en raison de négligence dans la maintenance des voies ferrées. Depuis janvier 2024 d'importants travaux d'amélioration sont en cours, visant à rétablir le service de transport de passagers et de marchandises entre Tambacounda et Dakar.

## Politique et administration
Le maire de Tambacounda, Mame Balla Lô, est à la fois un opérateur économique, un député à l'Assemblée nationale et le coordonnateur départemental du parti au pouvoir, l'Alliance pour la République (APR).
Tambacounda est désignée comme étant la capitale du département éponyme, englobant trois régions administratives, ainsi que de la vaste région de Tambacounda.

## Population et société

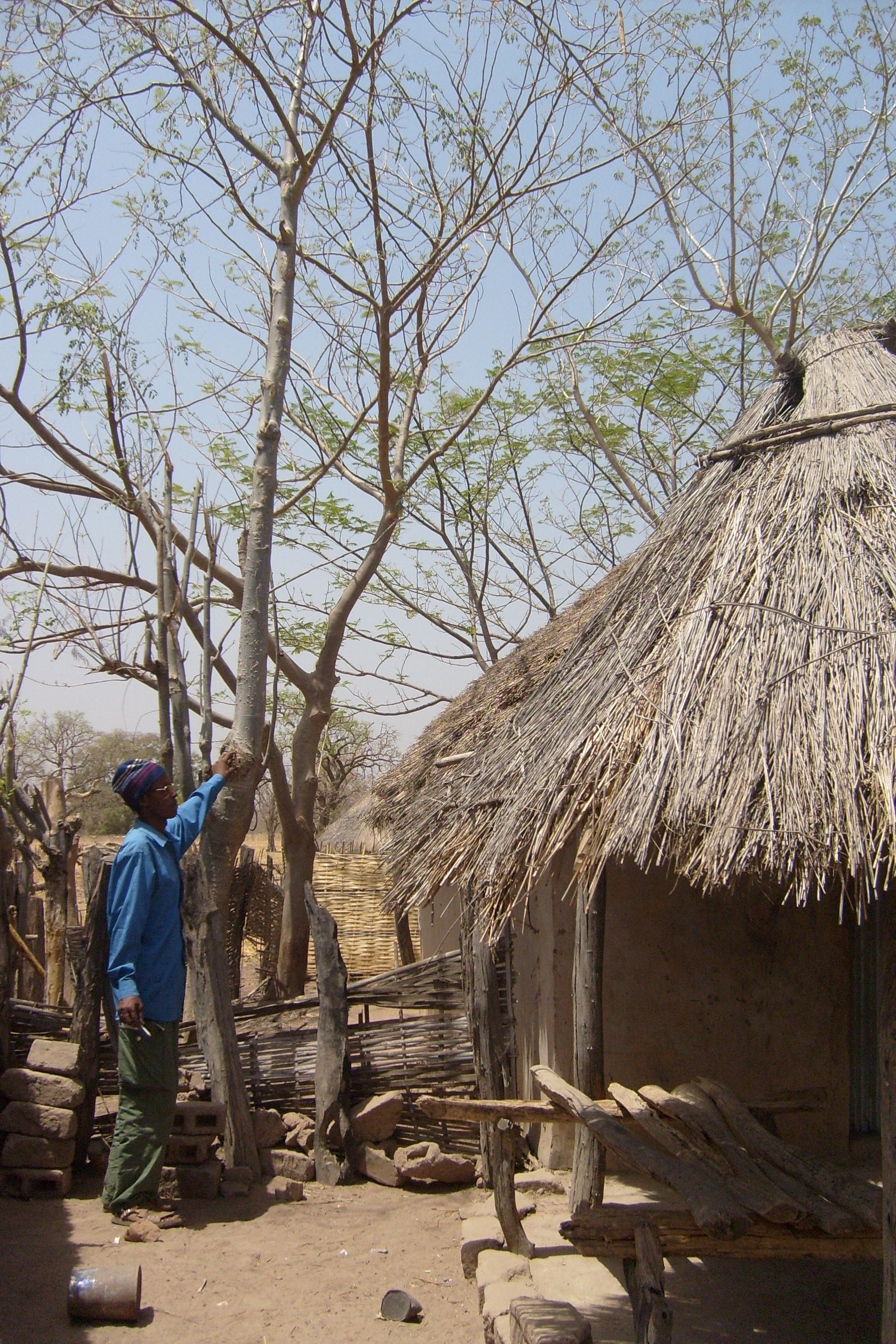
Une habitation.

Entre les recensements de 1988 et 2002, la population de Tambacounda a connu une augmentation significative, passant de 41 885 à 67 543 habitants. En 2007, les estimations officielles indiquaient que la population avait atteint 78 800 personnes.
Historiquement, Tambacounda a été initialement colonisée par les Mandingues, établis le long des routes de transhumance empruntées par les éleveurs peuls. Au début du XXe siècle, la région fut à nouveau colonisée par les agriculteurs wolofs. Cette diversité ethnique confère à Tambacounda un caractère cosmopolite, réunissant plusieurs groupes ethniques du Sénégal.
La région de Tambacounda jouit d'une réputation éminente pour sa riche culture, notamment son héritage lié au djembé et à la danse. Dans les années 1900, certains des plus éminents maîtres de djembé de Ségou, au Mali, ont migré à Tambacounda, enrichissant ainsi la communauté locale de leur histoire, de leurs connaissances et des secrets du djembé. Parmi les figures musicales notables de Tambacounda figurait le batteur Abdoulaye Diakité.

## Économie

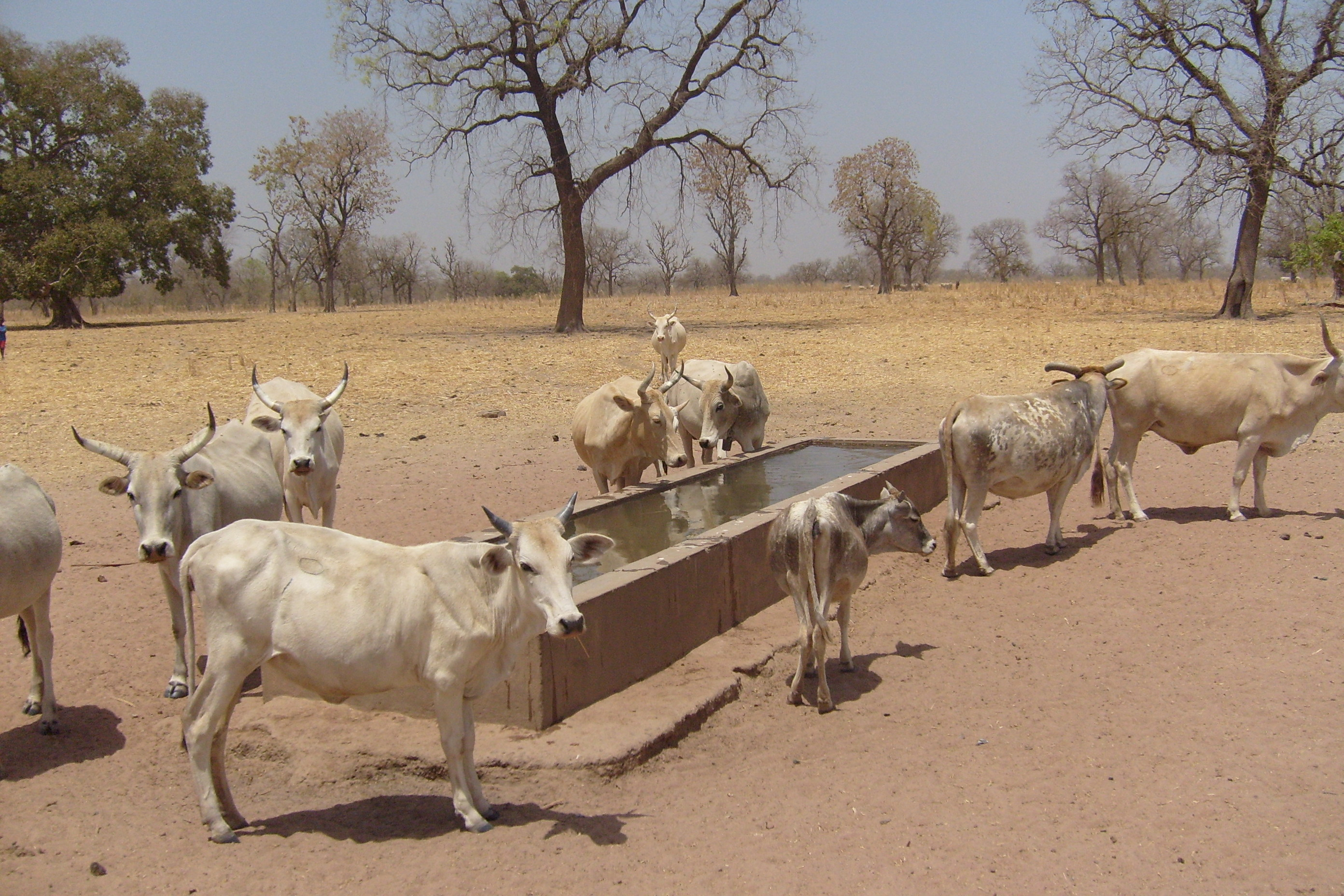
La place de l'élevage.

Tambacounda occupe une position stratégique au Sénégal, étant traversée par les routes nationales N1 et N7. Ces voies constituent une composante essentielle du réseau autoroutier transsahélien, facilitant le flux de circulation entre la région de Kayes au Mali et les centres urbains côtiers du Sénégal tels que Dakar, Thiès et Saint-Louis. Ces régions représentent les zones les plus densément peuplées des deux pays. Route trans-sahélienne Dakar - N'Djamena  passe par Tambaakounda.
À l'est, Tambacounda est traversée par la route principale reliant Dakar à la région de la Casamance, qui est interrompue par la Gambie. Cette voie est cruciale pour les déplacements est-ouest à travers le Sénégal, constituant l'unique route interne reliant les deux parties du pays sans passer par le territoire gambien.
En plus de sa connectivité routière, Tambacounda abrite un aéroport, l'aéroport de Tambacounda, qui assure des liaisons aériennes tant au niveau national qu'international. En 2013, une troisième station de la RTS, (RTS 3), se trouve créée à Tambacounda.

## Agriculture
Tambacounda se distingue également en tant que centre de transformation agricole important. Les plaines arides de la région voient prospérer des cultures telles que le mil, le sorgho, le maïs et le coton. Dans cette localité, Sodefitex exploite une vaste usine de transformation du coton, contribuant ainsi significativement à l'économie locale.

## Tourisme et centres d'intérêts
Le parc national de Niokolo-Koba est situé au sud de la ville et est renommé pour sa riche biodiversité. En 2003, plusieurs édifices emblématiques ont été ajoutés à la liste des Monuments historiques du Sénégal : la gare à ossature de fer, l’hôtel de la Gare et le bâtiment colonial de la Préfecture.

## Jumelages et partenariats
- Bondy (France)
- Saint-Nicolas (Flandre-Orientale) (Belgique)

Projets de développement locaux
- La Roche-sur-Yon (France) depuis 1995

## Personnalités nées à Tambacounda
- Cheikh Abdoul Khadre Cissokho (né en 1936), homme politique
- Mbaye Faye (né en 1948), officier supérieur
- Ousmane Dia (né en 1971), artiste plasticien
- Sidiki Kaba (né en 1950), Premier ministre
- Jacob Yakouba (1947-2014), artiste peintre